# Zuzana Kapráliková
Zuzana Kapráliková (ur. 5 września 1973 w Bratysławie) – słowacka aktorka teatralna i dubbingowa.
Kształciła się w bratysławskim konserwatorium. Jako aktorka teatralna związała się z teatrem Nová scéna, gdzie pracowała przez dziesięć lat.
Użyczyła głosu w ponad 80 filmach i 20 serialach. Jest m.in. słowackim głosem Mulan.